# José Antonio Robés
José Antonio Robés (n. 23 de junio de 1964 (60 años), Villafranca del Bierzo, León, España) es un fotógrafo y artista visual. En su obra es habitual la integración de otras expresiones artísticas como la poesía, la música y la historia.

## Obra
En su primer trabajo fotográfico editado, Entretejedores (1999), comparte su obra fotográfica basada en su pueblo natal, Villafranca del Bierzo, con otros reconocidos artistas e intelectuales vinculados a la zona como Ramón Carnicer Blanco, Luis del Olmo, Consuelo Álvarez de Toledo, Amancio Prada, etc. Comienza entonces una serie de trabajos temáticos sobre España y sus costumbres donde destaca la publicación y exposición Ultreia...el Camino de Santiago (2001), realizado en tierras gallegas y El espejo del viento (2003), centrado en tierras de Quijotes, Castilla-La Mancha, donde la fotografía se complemente con poesía creada para cada obra fotográfica por Aimir Casir.
La fusión de su obra con la literatura destaca en varios de sus trabajos, Manhattan...cita con Lorca (Lunwerg, 2002) que se reedita en 2011 bajo el título Poeta en Nueva York, cita en Manhattan (Lunwerg), en esta obra la fotografía de Robés se acompaña e inspira en el poemario de Federico García Lorca que incluye en su libro Poeta en Nueva York. Más tarde, en 2004 viaja a la Real Academia de España en Roma para realizar la edición ilustrada de La tumba de Keats, obra del poeta Juan Carlos Mestre (premio Nacional de poesía 2009), que se edita y expone a nivel nacional e internacional.
Su relación con la música también está patente en su obra Así se hace una ópera...Don Quijote de Cristóbal Halffter, realizado en 2004 como único testimonio gráfico de la puesta en escena y estreno de la opera Don Quijote de Cristóbal Halffter en el Teatro Real de Madrid. De la misma manera es el fotógrafo oficial de los Cursos de Composición del Festival de Órgano Catedral de León desde el año 1996.
También ha realizado trabajos basados en arqueología, como Artqueología, 2004, centrado en las excavaciones arqueológicas de CSIC en Roma. Entre sus últimos trabajos fuera de España cabe destacar Habana, reportaje en el que Robés utiliza la fotografía química, una amplia exposición con más de 80 obras que describen el universo de esta ciudad, o La Medina de Fez, primera trabajo monográfico en color.
En 2009 crea un portfolio de impresión muy limitada, llamado El vigilante de la nieve, compartiendo una pequeña galería fotográfica con el poema que bajo el mismo nombre escribió Antonio Gamoneda (Premio Cervantes)
En los años 2010 y 2011 su obra se centra en la interpretación de la vida de otros poetas ya desaparecidos, es el caso de la obra El oficio de mirar, basada en la figura de Antonio Pereira, y de La intimidad de los fragmentos, donde Robés recrea el paraíso de Vicente Núñez.

## Exposiciones individuales
- Centro Cultural de la Villa, Madrid. Mayo de 2000.
- Caja España, Santa Nonia, León. Proyección de fotografías con audición de la obra “Don Quijote” de C. Halffter. Octubre de 2000.
- New York University, Centro Cultural Rey Juan Carlos I, exposición comisariada por el Instituto Cervantes. Del 15 de abril al 15 de julio de 2002.
- Museo de las Peregrinaciones, Santiago de Compostela. Del 15 de mayo al 15 de junio de 2002.
- Residencia de Estudiantes, pabellón Transatlántico, Madrid. Del 16 al 29 de septiembre de 2002.
- Maison de la Baie del Mont Saint Michel, Francia. Del 19 de septiembre al 19 de octubre de 2002.
- Consejo de Europa, Salón de Ministros, Estrasburgo. Conmemoración del 25 aniversario de la entrada de España en el Consejo de Europa. Del 15 de al 30 de noviembre de 2002.
- Ayuntamiento de Denia, sala de exposiciones. Febrero de 2003.
- Bibliotheek Biekorf, Brujas. Del 28 de marzo al 16 de abril de 2003.
- Museo Arqueológico Nacional, Madrid. Del 20 de enero al 29 de febrero de 2004.
- Feria Matka 04, Helsinki. Enero de 2004
- Biblioteca de Pori. Enero de 2004.
- Equiocio, Ferrol. Abril de 2004.
- Universidad de Deusto. Mayo de 2004.
- VI Feria España Verde, Suecia. Mayo de 2004.
- Liceo de Betanzos. Junio de 2004.
- Teatro Viejo de Galdar, Canarias. Junio – julio de 2004.
- Iglesia de San Francisco, Villafranca del Bierzo. Julio – agosto de 2004.
- Santander, Casino. Julio de 2004
- Cádiz. Casino. Agosto de 2004.
- Montemor o Velho. Feria de Montemor. Portugal. Septiembre de 2004.
- Iglesia de Santiago. Islas Canarias. Septiembre-diciembre de 2004.
- Universidad de Salamanca. Octubre de 2004.
- Museo del Bierzo, Ponferrada. Octubre de 2004.
- León. Casino de León. Octubre de 2004.
- Valle d’Aosta. Biblioteca Regionale. Italia. Octubre de 2004.
- Instituto Cervantes. Roma. Noviembre de 2004.
- Zaragoza. Casino. Noviembre de 2004.
- Holanda. Embajada de España. Noviembre de 2004 – febrero de 2005.
- Comune di Piacenza. Piacenza. Italia. Noviembre de 2004.
- Consiglio Regionale. Bologna. Italia. Noviembre de 2004.
- Comune di Castelnuovo. Lucca. Italia. Diciembre de 2004.
- Comune di Fidenza. Parma. Italia. Diciembre de 2004.
- Comune de Ligiana Nardi. Massa. Italia. Enero de 2005.
- Comune de la Abadía de San Salvatore. Siena. Italia. Febrero de 2005.
- Sede Provinciale. Viterbo. Italia. Marzo de 2005.
- Plaza de Toros de Las Ventas, Madrid. Octubre de 2005.
- Sala Provincia, Instituto Leonés de Cultura, León. Febrero de 2006.
- Sala Sierra Pambley, Villablino, León, mayo de 2006.
- Fabero. Sala de exposiciones, León, junio de 2006.
- Universidad de León. Campus del Bierzo, octubre de 2006.
- Brión (La Coruña). Centro Social Polivalente, enero-febrero de 2007.
- Palacete Torbado. Centro Leonés de ArteLeón, febrero de 2007.
- Auditorio de Lalín (Pontevedra), febrero de 2007.
- Centro Comarcal de Terra de Trives (Orense), marzo de 2007.
- Centro Comarcal de Terra de Caldelas (Orense). Marzo de 2007.
- Centro Comarcal de Mariña Occidental (Lugo). Abril de 2007.
- Centro Comarcal do Carballiño (Orense). Abril de 2007.
- Centro Comarcal de Terra de Celanova (Orense). Mayo de 2007.
- Centro Comarcal da Paradanta (Pontevedra). Mayo de 2007.
- Centro Comarcal de Valedoras (Orense). Junio de 2007.
- Centro Comarcal de Terra de Lemos (Lugo). Junio de 2007.
- Área panorámica de Tui, Baixo Miño (Pontevedra). Julio de 2007.
- Centro Comarcal de Tabeirós (Pontevedra). Julio de 2007.
- Centro Comarcal de Ordes (La Coruña). Agosto de 2007.
- Centro Comarcal de Bergantiños (La Coruña). Agosto de 2007.
- Centro Charcal do Salnés (Pontevedra). Septiembre de 2007.
- Casa da Cultura de Rivadavia (Orense). Septiembre de 2007.
- Centro Comarcal da Ulloa (Lugo). Octubre de 2007.
- Salao Nobre, Palacio del Municipio de Barcelos (Portugal). Octubre de 2007.
- Centro Cultural Paredes de Coura (Portugal). Noviembre de 2007.
- Ponte de Lima (Portugal). Noviembre de 2007.
- Valenca do Minho, Edificio da Exalfandega (Portugal). Diciembre de 2007.
- Biblioteca de Milladoiro, Ames (La Coruña). Diciembre de 2007.
- Centro Social Caixa Galicia, Santiago de Compostela. Enero de 2007.
- Biblioteca Nacional José Martí, La Habana (Cuba). Julio- agosto de 2009
- Meliá Cohíba, La Habana (Cuba). Septiembre de 2009.
- Tryp Habana Libre, La Habana (Cuba). Octubre de 2009.
- Meliá Habana, La Habana (Cuba). Noviembre de 2009.
- MUA Museo Universidad de Alicante. Octubre-noviembre de 2009.
- Museo Carnicerías, Caja España, León. Octubre-noviembre de 2011.
- Museo del Bierzo, Ponferrada, León, noviembre de 2011-enero de 2012

- Centro Cultural Caja España. Ponferrada, León, diciembre de 2011

- Sala Provincia, ILC, León, marzo-junio de 2012
- Museo Provincial de Palencia, noviembre de 2012 – enero de 2013.
- Museo Evaristo Valle, Gijón, octubre- diciembre de 2013.
- Casa de las culturas de Bembibre, León, febrero de 2014.
- Galería Ángel Cantero, León. 2014-2015
- Casa de las Culturas de Villablino, León. 2015.
- La Casona. Murias de Paredes (León). Octubre 2015.
- MIHACALE, Gordoncillo (León), agosto de 2015.
- Molino del Duque, Aguilar de la Frontera (Córdoba), octubre de 2015.
- MUA, Museo de la Universidad de Alicante, Alicante, enero de 2017.
- La Cárcel (Segovia), mayo de 2017.
- Fundación Rafael Botí (Diputación de Córdoba, galería de Presidencia), septiembre de 2017.
- Palacio Butrón (Valladolid), abril-junio de 2018.
- Biblioteca Pública de León, enero de 2019.
- Biblioteca Pública de Ávila, febrero-marzo de 2019
- Sala Capilla Villfranca del Bierzo, junio de 2020
- Universidad de León, Facultad de Filosofía y Letras, noviembre de 2019